# Le Vieux Cordelier Numero 6 e 7

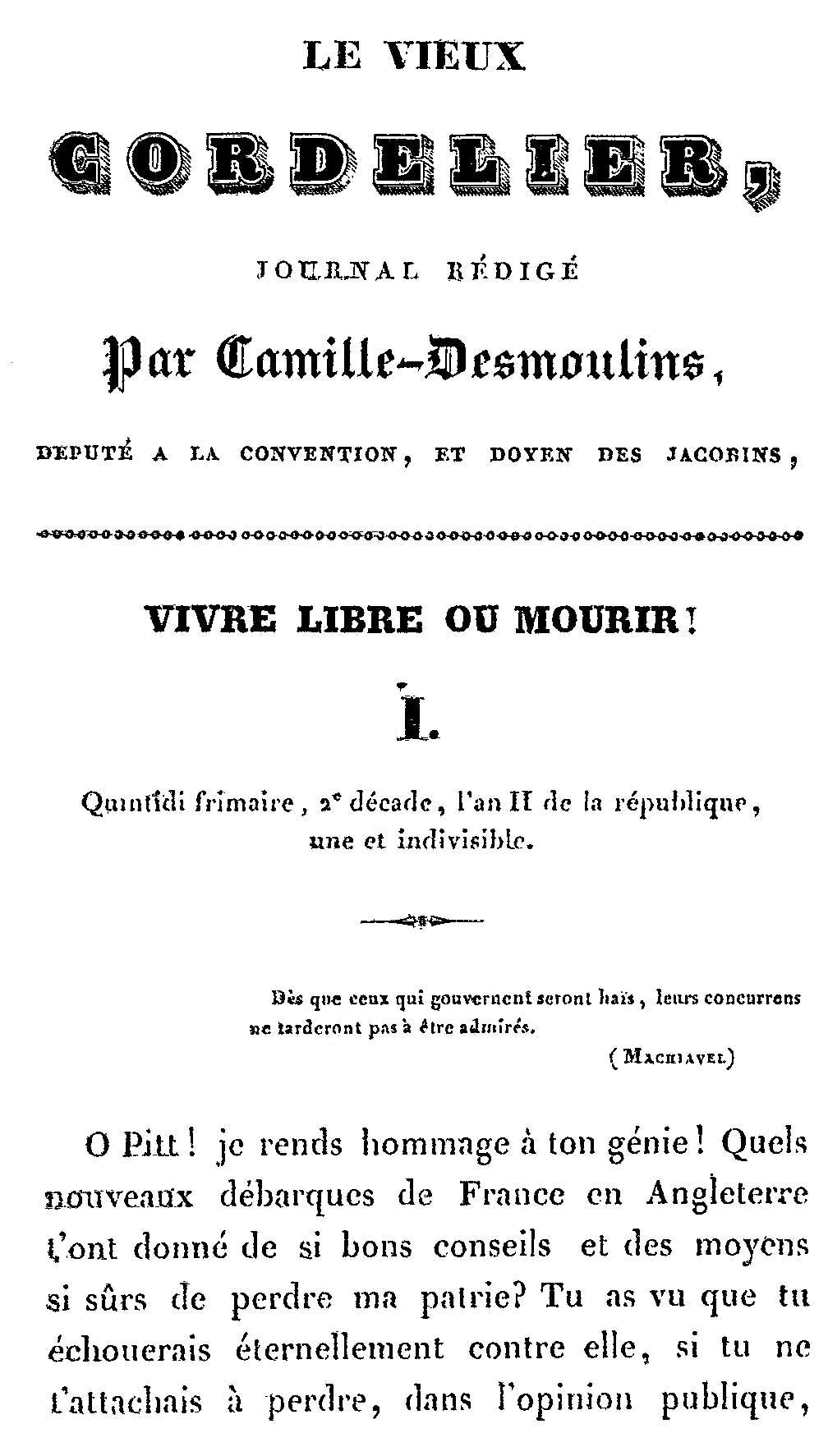
Il primo numero del Vieux Cordelier

Le Vieux Cordelier, numeri 6 e 7, del 6 piovoso anno II (25 gennaio 1794) e tra il 15 e il 17 ventoso anno II (dal 5 al 7 marzo 1794).
In campi opposti, ci si coalizza per impedire a Camille Desmoulins di parlare.

## Numero 6 del 6 piovoso anno II (25 gennaio 1794)
Egli avrebbe gridato il suo credo politico "e i precetti della religione in osservanza dei quali aveva vissuto e morto o per una pallottola, o per una pugnalata, o nel suo letto, o della morte dei filosofi (il suicidio che egli aveva giustificato nel 1792).
Il 6 Pluvioso anno II (25 gennaio 1794), Camille Desmoulins pubblica il numero 6 del suo giornale Le Vieux Cordelier.
No, egli scrive, non scenderà mai a patti con gli aristocratici e continuerà a credere fino alla morte "che la democrazia è la sola costituzione che è adatta alla Francia".
Ma per lui la vera democrazia, quale sia stata l'epoca, doveva essere accompagnata dalla libertà di opinione, sia nella tribuna dell'Assemblea che sulla stampa e rivendicava per il patriota sincero il diritto all'errore. Sì, aveva chiesto una "ghigliottina economica" e non la scomparsa della macchina di morte, ma perché gli stessi suoi amici dichiaravano che era caduto in eresia e che tacesse. 
Non senza aver detto una volta di più che coloro come Mirabeau avevano sostenuto o sostenevano ancora "che la libertà è una sgualdrina che ama essere coricata su dei materassi di cadaveri" non erano veri amici della libertà. Egli non credeva più - e questo è stato un attacco diretto contro il dirigismo dello Stato, all'economia di guerra, che si installa sotto l'egida del governo rivoluzionario - che il regno della libertà era quello della miseria, doveva essere quello del "poule au pot" per tutti.
Gli si obiettò che era fuori dalla realtà, ha rivendicato questo titolo: si, rimaneva fedele al suo vecchio sistema di utopia: 
"Il mio torto è di essere rimasto al mio livello del 12 luglio 1789, e di non essere evoluto un pollice più di Adamo; tutto il mio crimine è stato quello di aver mantenuto i vecchi errori della Francia Libera, della Lanterna, delle Rivoluzioni del Brabante, della Tribuna dei Patrioti, e di non poter rinunciare ai fascini della mia Repubblica della Cuccagna".
Gli si rimproverava di aver preso una piega per avvicinarsi ai contro-rivoluzionari, egli protestava l'unità del suo modo di pensare dopo il 1789. Altri avevano cambiato; chi, credendo di salvare la Repubblica con delle misure estreme, la conducevano alla sua caduta. Lui rimaneva lo stesso.
In questo numero 6, Camille Desmoulins riconoscerà questa sconfitta: "Hébert a eu sur moi un triomphe complet". ("Hébert ha avuto su di me un trionfo completo"). Si feliciterà con Hébert per essersi convertito a « sans-culotte Jésus » ("Gesù Sanculotto").

## Numero 7 redatto tra il 15 e il 17 ventoso anno II (dal 5 al 7 marzo 1794).
Prima dell'arresto dei suoi nemici Hébertisti, Camille Desmoulins redige Le Vieux Cordelier numero 7 probabilmente tra il 15 e il 17 ventoso anno II (15 e 17 marzo 1794).
Fin dall'inizio annuncia l'estremo pericolo che correva la Repubblica, e all'invito dello stesso Maximilien de Robespierre, è salace "fermare la sua penna che precipita sui ponti della satira".
In questo numero 7, Camille Desmoulins vi mette in scena un vecchio cordigliere dialogante con lui, Camille Desmoulins, mentre questi ha cercato di moderare i suoi propositi. L'abilità tattica di cui dava prova era molto rapidamente vanificata lungo questo versante: egli attacca con virulenza la fazione degli Hébertisti e se la prese anche con forza, coi membri del Comitato di sicurezza generale o coi suoi agenti, Marc Vadier, oggi "San Domenico del Comitato", ricordava che era stato trattato un tempo da rinnegato, da più infame dei costituenti da Jean-Paul Marat. Jean-Henri Voulland, segretario del Comitato, era un ex realista dichiarato e un ex membro del Club dei Foglianti, "Grégoire Jagot altro fratello terribile del Comitato" e che aveva qualche responsabilità per l'incarcerazione di Étienne-Claude Duplessis, suo patrigno che, il 10 agosto 1792, doveva di corsa "dare le sue dimissioni da membro del Comitato di sicurezza generale dell'Assemblea legislativa per paura che la Corte non vincesse la battaglia del giorno dopo, è stato solo un vigliacco". Jean-Pierre-André Amar "la cui musica calma la tempesta" aveva una spada che egli maneggiava con tanta cecità e con personale vendetta rispetto a suoi colleghi. Jacques-Louis David, il pittore, era "un uomo che ha perduto l'orgoglio" che simulava la rabbia del terrorista per far dimenticare che egli era stato alle dipendenze di Luigi XVI (di Luigi XVI di Francia) e l'amico dei Brissottini (Girondini). Attorno al Comitato di sicurezza generale, si trovavano ancora degli uomini come François Héron, questo ex corsaro di professione che, nella strada mostrava e col dito indicava i sospetti e che si è indebitamente arricchito al servizio dello Stato.
Giocando la formula del dialogo con il suo presunto interlocutore, Camille Desmoulins è stato meno brillante nei suoi attacchi contro il Comitato di salute pubblica. Egli rimproverava bene a Robespierre di limitare la libertà di opinione, ma ha riconosciuto o finse di riconoscere che "se un tale potere e di così lunga durata di quello del Comitato di salute pubblica era in mani diverse dalle sue, quelle di Georges Couthon e di Robert Lindet, io potrei credere che la Repubblica minacci di andare in rovina". Ha lanciato delle frecciate a Louis Antoine Léon de Saint-Just non risparmiando i suoi colpi a Bertrand Barère de Vieuzac.
Se ha riconosciuto attenzione in buona fede a Robespierre, egli ha criticato la politica del Comitato della guerra condotta dal Comitato di salute pubblica e da Robespierre. Ecco, ha detto, non si attaccano più i re ma i popoli e per questo argomento tirava in ballo un discorso di Robespierre sulla guerra conl'Inghilterra. Maximilien de Robespierre aveva deriso Jean-Baptiste Cloots che voleva municipalizzare l'Europa e ora si prendeva la carica del suo apostata, volendo democratizzare il popolo inglese.
Questa nazionalizzazione della guerra non poteva che essere nefasta per la Repubblica. Ha anche denunciato con forza di giansenismo repubblicano Maximilien de Robespierre, che voleva fondare la Repubblica sulla virtù dei cittadini come contrappeso al Terrore dove si vedevano dappertutto gli eccessi. "Perché aborriamo la monarchia e abbiamo a cuore la Repubblica? si presume con ragione che gli uomini non siano tutti virtuosi, è necessario che la bontà del governo sopperisca alla virtù e che l'eccellenza della Repubblica consista in ciò che specificamente sopperisce alla virtù. Infatti, a differenza delle monarchie, dove un solo uomo fa giocare secondo i suoi capricci e il suo egoismo queste spinte contrapposte, la paura e speranza con le quali lui sottomette gli uomini e ne fa in effetti degli schiavi: nelle repubbliche al contrario, i cittadini sono uguali, e i poteri divisi, se le nazioni mancano di virtù come nelle monarchie, almeno si è stabilito un equilibrio di difetti, la natura del governo li oppone gli uni agli altri; e in questo equilibrio è l'interesse generale che vince".
L'eccellenza della Repubblica, dipende anche dal rispetto che hanno gli uomini della libertà dei cittadini, almeno dei cittadini patrioti. Era il cuore di questo articolo di Camille Desmoulins, un appello per la libertà di stampa. Egli allora scrisse le sue più belle pagine e gli argomenti che ha sviluppato, le parole che egli ha saputo trovare, risuoneranno a lungo nei secoli a venire.
"Che cosa è ciò che distingue la repubblica dalla monarchia? È una cosa sola, la libertà di parlare e di scrivere. Hanno la libertà di stampa a Costantinopoli, e domani il sobborgo di Pera sarà più repubblicano del sobborgo di Saint-Marceau" [...] si può obiettare che questa libertà rende possibili tutte le denunce e anche le calunnie? Eh ! bene, "mi piace di più questo, rispondeva, che vedere che noi abbiamo ritenuto questa politica borghese, questa civiltà puerile e onesta, questi riguardi pusillanimi della monarchia, questa cautela, questo volto di camaleonte e l'anticamera, questo B...ismo (sulla bozza corretta, egli prima aveva messo "barrérisme"), in una parola, per i più forti, per gli uomini che hanno credito e un posto, ministri o generali, rappresentanti del popolo o membri influenti dei Giacobini, mentre nella scala inferiore con mano pesante contro il patriottismo caduto in disgrazia e penalizzato" [...]
Potrà esso scrivere le sue opinioni ancora e sempre nella direzione di coloro che governano? Camille Desmoulins chiede alla Repubblica nascente se non gli permettevano di fare le sue umili rimostranze che soffriva una volta la monarchia. Quando la verità non è più buona da dire, la Repubblica esiste ancora? Il giornalista servile che ha accettato la censura ha spianato la strada per il dispotismo. Non si ricorda dell'esempio del popolo più democratico del mondo, quello degli Ateniesi? Sarcastico e malizioso, non soltanto aveva il permesso di parlare e scrivere di tutto. Ha messo sulla scena i suoi generali, i suoi ministri, i suoi filosofi e i suoi comitati non hanno risparmiato loro il ridicolo e le critiche. Quello che era ancora più forte, questo popolo aveva voluto rappresentarsi nel teatro, vedere recitare se stesso per raccontare i suoi errori.
"Sono anche convinto, ha scritto Camille Desmoulins, che presso un popolo che legge, la libertà illimitata di scrivere, in ogni caso, anche in tempi di rivoluzione, non potrà essere sufficientemente protetta contro tutti i vizi, tutti i trucchi bricconi, tutti gli intrighi, tutte le ambizioni " [...] Libertà della stampa illimitata anche in tempi di rivoluzione? Camille Desmoulins ammette tuttavia alla fine dell'arringa, che questa potrebbe essere utilizzata dai nemici della Rivoluzione, ma ha detto, è il giornalista patriota che interroga la coscienza per vedere fin dove può spingersi o se era andato troppo oltre. Non spettava in ogni caso ai governanti indicare al giornalista quello che doveva censurare nei suoi articoli:
"Brûler n'est pas répondre" (bruciare non è rispondere) replica all'indirizzo di Robespierre, e colui che si comporta in questo modo è "un despota".
Il numero 7 del Vieux Cordelier non fu mai venduto.